# Chrysocraspeda iole
Chrysocraspeda iole là một loài bướm đêm trong họ Geometridae.